# NGC 214
NGC 214 је спирална галаксија у сазвежђу Андромеда која се налази на NGC листи објеката дубоког неба.
Деклинација објекта је + 25° 29' 58" а ректасцензија 0h 41m 28,0s. Привидна величина (магнитуда) објекта NGC 214 износи 12,3 а фотографска магнитуда 13,0. NGC 214 је још познат и под ознакама UGC 438, MCG 4-2-44, CGCG 479-59, IRAS 00387+2513, PGC 2479.